# Onthophagus demeyeri
Onthophagus demeyeri là một loài bọ cánh cứng trong họ Bọ hung (Scarabaeidae).